# Reyes de la sabiduría

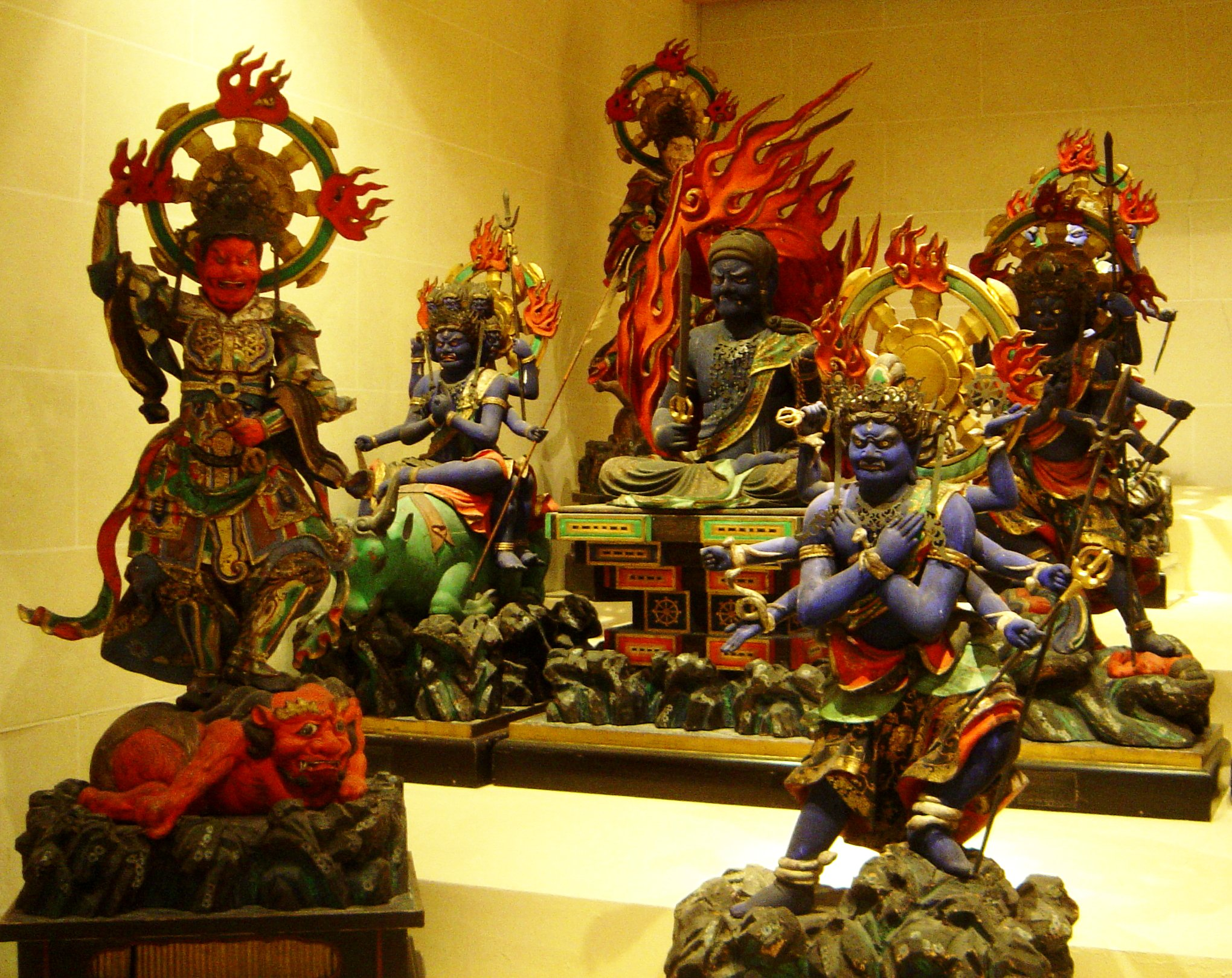
Panteón budista
Museo Guimet.París.

Los vidyarāja o reyes de la sabiduría (sánscrito:विद्याराज) (conocidos como míngwáng (明王 reyes de la sabiduría) en China y myō-ō en Japón) son deidades protectoras en el culto budista vajrayāna. Entre las colecciones de estatuas japonesas, se les clasifica en tercer lugar por detrás de los budas y los bodhisattvas. Su nombre en sánscrito traduce literalmente "rey del conocimiento," por lo que se utiliza el caracter chino "明", que significa "conocedor," o "ilustrado," lo que ha llevado a una variedad de nombres alternativos en otros idiomas , incluyendo los de "rey radiante", "rey guardián", etc. En el budismo tibetano se les conoce como herukas.
A la versiones femeninas de los reyes de la sabiduría se les conoce como reinas de la sabiduría (en sánscrito: vidyā-rājñī, chino: 明妃 míngfēi, japonés: 明妃 myōhi).

## Doctrina
En general, los reyes de la sabiduría fungen como guardianes del budismo y como manifestaciones coléricas en el budismo. Más específicamente, son protectores de los cinco budas de la sabiduría. De acuerdo con la doctrina esotérica de los cuerpos de los tres chakras (三輪 身, sanrinjin), mientras los budas representan conceptos puros, y los bodhisattvas enseñan a través de la compasión, los reyes de la sabiduría son encarnaciones de la rueda del mandato (教令 輪 身, kyōryō tenshin) y enseñan a través del miedo, empujando a la fuerza a los no creyentes hacia la fe.

## Culto
Los cinco Reyes de la Sabiduría fueron introducidos en Japón por Kukai, pero pronto prevalecieron los cultos dedicados exclusivamente al rey central Acala (en japonés Fudō Myō-ō). 

## Iconografía
Como se mencionó anteriormente, los reyes de la sabiduría generalmente se representan como deidades fieras, a menudo con piel azul y múltiples brazos, y a veces con muchas caras e incluso muchas piernas. Se les representa con expresiones feroces y empuñando toda clase de armas y, a veces, están adornados con cráneos, serpientes o pieles de animales, y envueltos en llamas: esto es así para subyugar a los espíritus malvados y amenazar a aquellos que no aceptan las enseñanzas.[cita requerida]

## Lista de reyes de la sabiduría

### Los cinco reyes de la sabiduría
Los míngwáng son originalmente hindúes, y fueron introducidos en el Japón en el siglo IX. Representan la sabiduría de Buda Gautama y guardan los cuatro puntos cardinales y el centro.
En la tradición shingon del budismo esotérico, los cinco grandes reyes de la sabiduría (五大 明王, en japonés: Godai Myō-ō; en chino: Wǔ Dà Míngwáng), también conocidos como los cinco reyes guardianes, son un grupo de reyes de la sabiduría que representan la sabiduría luminiscente de buda y protegen a los cinco budas de la sabiduría. Los cinco reyes generalmente se definen de la siguiente manera.
- Acala (不 動 明王, japonés: Fudō Myō-ō; chino: Bùdòng Míngwáng) "El Inamovible" - Manifestación colérica de Buda Mahavairocana
- Trailokyavijaya (降 三世 明王, japonés: Gozanze Myō-ō; chino: Jiàngsānshì Míngwáng) "El conquistador de los tres planos": manifestación colérica de Buda Akshobhia
- Kuṇḍali (軍 荼 利明 王, japonés: Gundari Myō-ō; chino: Jūntúlì Míngwáng) "El dispensador del néctar celestial" - Manifestación colérica de Buda Ratnasambhava
- Yamāntaka (大 威德明 王, japonés: Daiitoku Myō-ō; chino: Dàwēidé Míngwáng) "El vencedor de la muerte" - Manifestación colérica del Buda Amitābha
- Vajrayakṣa (金剛 夜叉 明王, japonés: Kongōyasha Myō-ō; chino: Jīngāng Yèchā Míngwáng) "El Devorador de Demonios": manifestación colérica del Buda Amoghasiddhi

Los cinco reyes de la sabiduría habitan el Reino del Útero. Están organizados según las direcciones de la brújula.
|                   | Vajrayakṣa (norte)                   |                        |
| Yamāntaka (oeste) | Acala (deidad principal / meditador) | Trailokyavijaya (este) |
|                   | Kuṇḍali (sur)                        |                        |

### Otros
- Āṭavaka (japonés: Daigensui Myō-ō)
- Hayagrīva (japonés: Batō Myō-ō; también conocido como Batō Kannon)
- Rāgarāja (japonés: Aizen Myō-ō)
- Ucchuṣma (japonés: Ususama Myō-ō)
- Mahāmāyūrī (japonés: Kujaku Myō-ō)

- Aizen Myō-ō